# Süleymaniye Hamam
Il Süleymaniye Hamam (letteralmente, "Hamam di Solimano") è un bagno turco (hamam) situato nel complesso della moschea di Solimano a Istanbul, in Turchia.

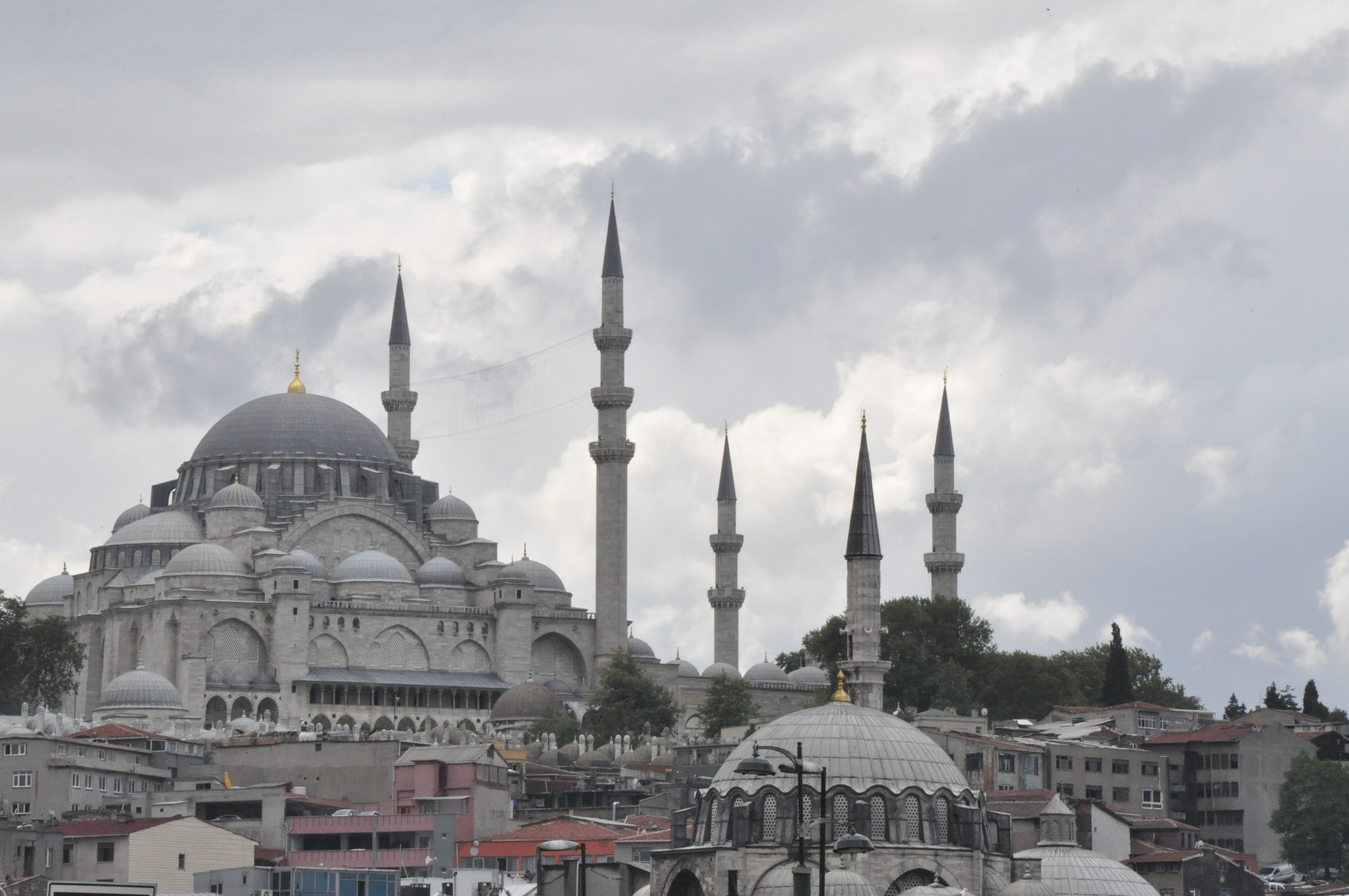
Complesso della moschea di Solimano, dove si trova l'hamam.

Edificato nel 1557 dall'architetto Mimar Sinan su commissione del sultano Solimano il Magnifico, si erge sullo stesso colle su cui sorge la vicina moschea, a poche centinaia di metri dal Corno d'Oro.
La struttura è in pietra, sormontata da numerose cupole, mentre internamente è decorata in legno e marmo.
Immediatamente dopo l'ingresso, si trova un salone con una serie di cabine in legno in cui gli utenti dell'hamam possono cambiarsi, indossando il peştemal (asciugamano) e i takunya (zoccoli) per il bagno turco. Dopodiché, i medesimi vengono condotti dai tellak (i giovani inservienti del bagno) presso la grande sala centrale, al cui centro sorge il grande letto circolare di pietra calda. La temperatura della sala si aggira tra i 40 e i 60 gradi centigradi. Gli utenti si stendono sulla pietra, rinfrescandosi di tanto in tanto con l'acqua che può essere attinta dai rubinetti delle bacinelle in marmo poste ai lati della sala. Dopo questo trattamento, gli utenti vengono condotti dai tellak nelle apposite salette per il massaggio, effettuato con sapone di Aleppo e il kese (guanto ruvido). Il trattamento completo dura circa un'ora e trenta minuti. In seguito, gli utenti sono condotti nella sala fredda, in cui, oltre a rinfrescarsi, possono sorseggiare il çay, il tradizionale tè turco.
Il Süleymaniye Hamam, essendo oggi pensato per coppie, non possiede settori separati per sesso..